# Драган Ђурић
Драган Ђурић (Осиња, код Дервенте, 20. јануар 1954) српски је привредник је и дипломирани економиста. Био је председник ФК Партизан, а власник је предузећа Зекстра.

## Биографија
Живи у Земуну. Дипломирани је економиста, ожењен је и има два сина, Дејана и Дарка. У Партизану је од 1978. и био је члан скупштине у 3 мандата, члан клупских комисија и потпредседник.